# Henryk Santysiak
Henryk Santysiak (ur. 19 maja 1957) – polski kolarz szosowy, medalista mistrzostw Polski, reprezentant Polski.
Karierę sportową rozpoczął w klubie Zdrój Ciechocinek, w latach 80. był zawodnikiem Rometu Bydgoszcz. W 1978 osiągnął swój pierwszy większy sukces, zdobywając brązowy medal w mistrzostwach Polski w jeździe na czas. Rok później sięgnął po brązowy medal mistrzostw Polski w wyścigu górskim. W 1982 wystąpił w Wyścigu Pokoju, zajmując 38. miejsce, ale wygrywając klasyfikację górską. W 1983 wystąpił w wyścigu indywidualnym mistrzostw świata w kolarstwie szosowym, zajmując 64. miejsce.
Od 1984 mieszka we Włoszech, gdzie prowadzi własną drużynę kolarską i startuje w wyścigach weteranów.